# Ilkley Moor
Ilkley Moor thuộc một phần của Rombalds Moor, vùng đồng hoang nằm giữa Ilkley và Keighley (phát âm thành Kee•th•lee) tại hạt đô thị Tây Yorkshire, nước Anh. Địa hình vùng này cao tới 402 m (1,319 ft) so với mực nước biển, nổi tiếng là nguồn cảm hứng cho "bài ca dân gian hạt" Yorkshire mang tên On Ilkla Moor Baht 'at (phương ngữ Yorkshire nghĩa là 'về Ilkley Moor không đội mũ').

## Lịch sử

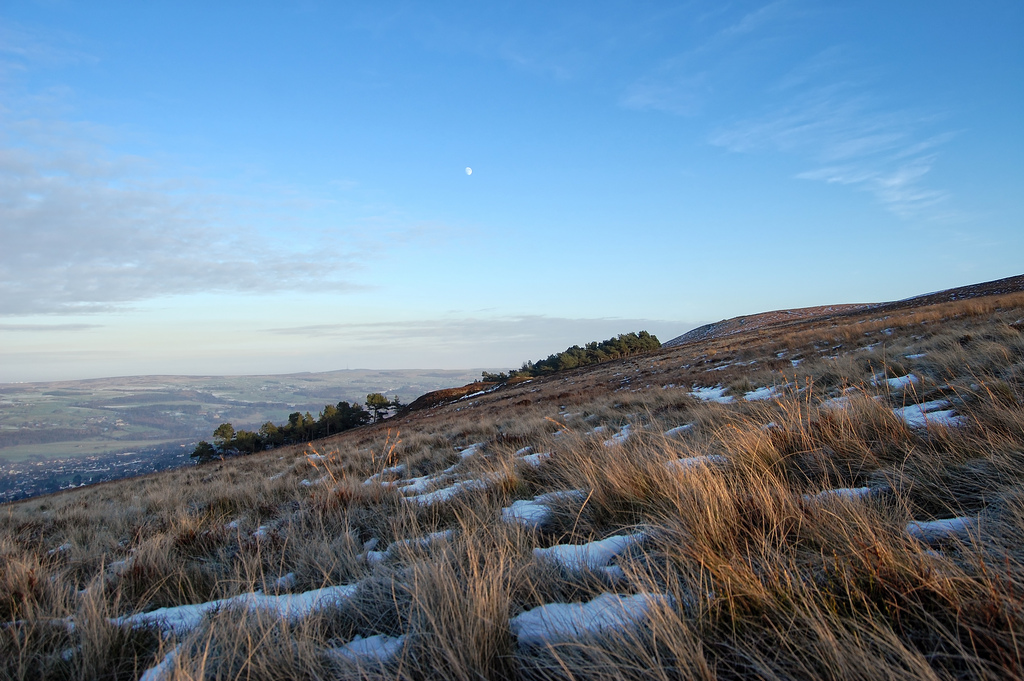
Ilkley Moor vào một buổi tối bầu trời quang đãng khi ánh sáng ban ngày buông xuống.

Ở phía bắc, nơi đồng hoang đổ dốc về phía làng Ben Rhydding, địa điểm gần kề thị trấn Ilkley, là hai khu vực leo núi đá mài thô Millstone Grit mang tên Rocky Valley và Ilkley Quarry.
Ilkley Quarry là địa danh có tên gọi "Bò và Bê" (Cow and Calf) nổi tiếng, là một khối đá lớn bao gồm một mỏm và tảng đá, còn gọi là Hangingstone Rocks. Những tảng đá này đều được làm từ đá mài thô Millstone Grit, nhiều loại sa thạch, và được đặt tên như vậy bởi vì một tảng lớn, một nhỏ hơn ngồi gần nó, trông hình dáng giống như một con bò và con bê. Truyền thuyết kể rằng từng có một tảng đá nữa giống hệt như con "bò tót" nơi đây, nhưng người dân địa phương đã kéo tới khai thác lấy đá trong thời kỳ nhà nhà đua nhau làm thị trấn spa mà Ilkley là một phần của dự án này vào thế kỷ 19. Tuy vậy, không một nhà sử học địa phương nào đưa ra được bằng chứng về sự tồn tại của tảng đá hình bò tót này.
Theo truyền thuyết, con Bê bị tách ra khỏi con Bò khi người khổng lồ Rombald đang chạy trốn khỏi sự truy đuổi của kẻ địch, và đã giẫm chân lên hòn đá này khi nhảy qua thung lũng. Truyền thuyết kể lại rằng kẻ địch này hóa ra chính là người vợ nổi cơn thịnh nộ của anh ta. Cô vợ bèn thả những viên đá giấu trong váy áo của mình hòng tạo thành khối đá mà dân địa phương quen gọi là The Skirtful of Stones.
Tháng 7 năm 2006, một đám cháy lớn xảy ra trên vùng đồng hoang còn lại nằm giữa một phần tư và một nửa diện tích đều bị thiêu rụi.
Bộ phim nhiều tập Gunpowder (2017) của đài BBC Television đã dùng Ilkley Moor làm địa điểm quay phim này.

### Đá Chữ Vạn và các cổ vật khác

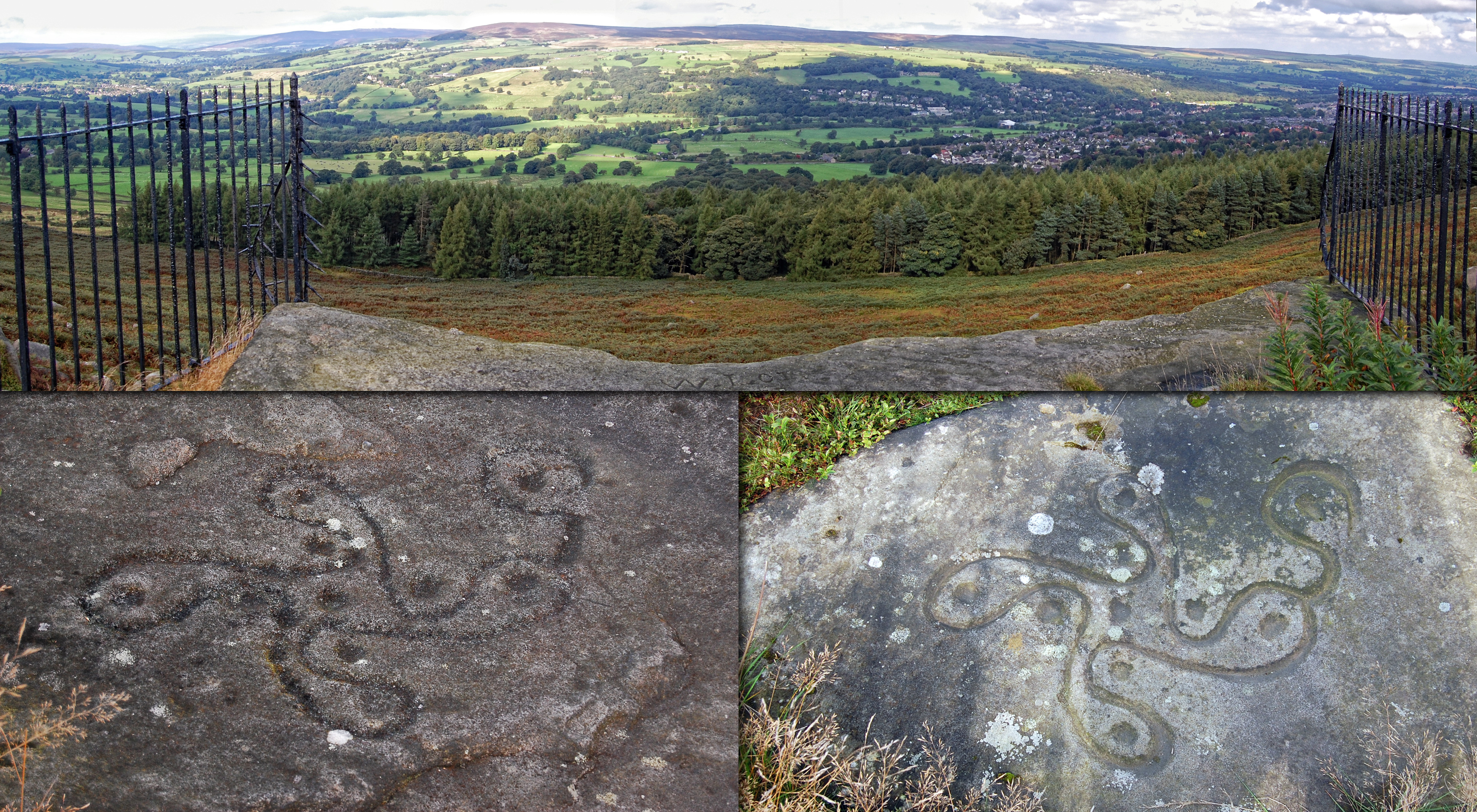
Một bức ảnh chụp Đá Chữ Vạn cùng với bản sao hình khắc trên đá và quang cảnh nhìn từ Woodhouse Crag.

Nằm tại địa điểm Woodhouse Crag, ở rìa phía Bắc vùng Ilkley Moor có một mẫu hình vẽ chữ Vạn được khắc trên đá, được gọi là Đá Chữ Vạn (Swastika Stone), còn có tên gọi khác nữa là Fylfot. Hình ảnh ở dưới cùng bên phải ảnh chụp là một bản sao của thế kỷ 20; bản khắc gốc có thể được nhìn thấy ở phía dưới bên trái.
Đá này chỉ là một trong vô số những tảng đá được chạm khắc trên vùng đồng hoang này; những tảng đá khác được nhiều người biết đến nơi đây bao gồm 'Badger Stone', 'Nebstone' và 'St Margaret's Stones'. Đây là những tảng đá dễ mài mòn, những phiến đá phẳng đồ sộ hoặc những tảng đá nhô lên có dạng hình cốc, vòng và rãnh khắc lên đá và được cho là có niên đại từ cuối thời kỳ Đồ đá mới hoặc thời kỳ Đồ đồng. Trong khi một số tác phẩm chạm khắc gồm hình những chiếc cốc đơn giản, những bức khác, chẳng hạn như Badger Stone, Hanging Stones và Panorama Rocks, chứa đựng hàng loạt hình mẫu (hoặc họa tiết) phức tạp kết hợp nhiều yếu tố khác nhau. Rombald's Moor có mật độ đá chạm khắc cổ đại cao thứ hai ở châu Âu, với những bức chạm khắc xa cùng tận như Skipton Moor. Ngoài ra còn có một vòng tròn đá nhỏ mang tên The Twelve Apostles (Mười Hai Tông Đồ).

### Vụ chứng kiến "Người ngoài hành tinh Ilkley Moor"
Ngày 1 tháng 12 năm 1987, viên cảnh sát về hưu tên là Phillip Spencer bất chợt nhìn thấy và chụp ảnh thứ mà anh ta tin là một sinh vật ngoài hành tinh đang bước chân về phía mình ngay tại Ilkley Moor. Phillip Spencer kể lại chính mắt mình nhìn thấy sinh vật lạ lao lên đồi và ra hiệu bằng tay như thể bảo anh ta không được đến gần đấy. Sau đó, anh ta bỗng nhìn thấy một chiếc tàu có mái vòm nằm trên đỉnh đồi sau khi bám theo sinh vật lạ, phi thuyền này liền bay vọt lên không trung với tốc độ chóng mặt.  Tờ Daily Telegraph từng đưa sự kiện này xếp vào danh sách "Top 10 biến cố UFO ở nước Anh" năm 2011.

## Bảo tồn
Khu đồng hoang này là một phần của Địa điểm Giá trị Khoa học Đặc biệt (SSSI) vùng South Pennine Moors. Đây còn là một phần thuộc Khu Bảo vệ Đặc biệt (SPA) và Khu Bảo tồn Đặc biệt (SAC) vùng South Pennine Moors.
Những người yêu mến nơi đây đã cho thành lập hội Friends of Ilkley Moor vào năm 2008 và làm việc với các đối tác nhằm bảo tồn vùng đồng hoang này.

## Tranh cãi về vụ bắn gà gô
Năm 2008, Hội đồng Hạt Thủ phủ Bradford đã trao quyền bắn gà gô cho Ilkley Moor. Động thái này làm dấy lên tranh cãi trong cộng đồng nơi đây vì lo ngại về tác động của vụ việc đối với động vật hoang dã, thú đi bộ, giải trí và du lịch địa phương. Tháng 1 năm 2018, nhóm thành viên thuộc Đảng Lao động chiếm đa số ghế trong Hội đồng kiên quyết không gia hạn quyền này, và vụ bắn gà gô đã chấm dứt vào tháng 4 năm 2018.